# Drive-elmélet
A pszichológiában a drive-elmélet vagy késztetéselmélet igyekszik meghatározni, elemezni és osztályozni a pszichológiai indítókat. Egy drive egy „homeosztatikus zavar okozta izgalmi állapot”, ösztönös igény, amely képes irányítani a személy viselkedését. Woodworth dinamikus elméletében olyan feszültség, amely saját megszüntetését eredményező viselkedést indít.
A drive-elmélet alapja az az elv, hogy minden élő szervezet bizonyos pszichológiai szükségletekkel születik, és feszültség jön létre, ha ezek az igények nem teljesülnek. Amikor egy igény kielégült, a drive (szükség) csökken, és a szervezet visszatér a nyugodt homeosztatikus állapotba. Az elmélet szerint a drive egyre nő az idő múlásával, és egy visszacsatolási rendszert működtet, amely egy termosztáthoz hasonló (szándék és készenlét).
A késztetéselméletek (drive-elméletek) olyan motivációs elméletek, amelyek nem az incentívek (ösztönzők: környezetben levő „húzó” ingerek), hanem a belső tényezők fontosságát emelik ki. A motivációt egyes szükségleti állapotok irányítják, amelyek a homeosztázis visszaállítására irányulnak. Ezeket nevezik késztetésnek, azaz drive-nak.
A drive egy olyan hajtóerő, amely a megbomlott egyensúlyt helyreállító viselkedés felé irányít.

## Drive redukció
Minden inger, ami érzékszervre hat, az inger megszűnése után még egy ideig hat. Az ingernyom fokozatosan csillapul nullára. Ha az ingernyom belső késztetést erősített (enni lehet), hajlamos később kiváltani az ingert. Azt tanítja, étel lesz; a vész múlik.
Megkülönböztetnek elsődleges és másodlagos drive-okat.
Homeosztatikus hajtóerőkről (drive-okról) akkor beszélhetünk, amikor fiziológiás állapotváltozás, belső hiány vagy biológiai szükségállapot (need) keletkezik. A homeosztatikus drive-ok ekkor az élőlényt a hiányállapot visszaállítására sarkallja, tehát a kiváltott cselekvés motivációs hátterét szolgálják.

## Pszichoanalízis
A pszichonalízisben a drive-elmélet utal a késztetések elméletére, a motivációkra vagy ösztönökre, melyeknek egyértelmű tárgyuk van. 1927-ben Sigmund Freud azt mondta, hogy a drive-elmélet hiányzik leginkább a pszichoanalízisből. Freud ellenezte a rendszertaniságot a pszichológiában, elutasította azt, mint egyfajta paranoiát, és ellentétes drive-okat határozott meg, mint Eros/Thanatos drive-ok, az Élet és a Halál drive-ja, illetve a Szexuális/Ego drive-ok.
Freud Civilization and Its Discontents c. könyvét 1930-ban publikálták Németországban, amikor a fasizmus már javában folyt az országban, és egy második európai háború veszélye fegyverkezésre és pacifizmusra biztatott. Ennek tükrében Freud azt írta: „A romboló erők elszabadulásának árnyékában számíthatunk rá, hogy a másik két "mennyei erő", az örökkévaló Eros kiengedi majd erejét, hogy megőrizze maga mellett az ugyancsak halhatatlan ellenfelét”.
1947-ben egy magyar pszichológus és pszichiáter, Szondi Lipót célja egy inkább szisztematikus drive-elmélet megalkotása volt. A Szondi-teszt forradalmi újítás volt a pszichológiában, megnyitva az utat az elméleti pszichiátria és pszichoanalitikus antropológia felé. Az ösztönkör kiürül, feltöltődik és kompenzál.

## Korai kötődés elmélet
A korai kötődés elméletben a viselkedési drive csökkenését Dollard és Miller (1950) vetette fel, ezzel próbálva magyarázni a csecsemők korai kötődését. A viselkedési drive csökkenésének elmélete szerint a csecsemők veleszületett drive-okkal jönnek világra – mint éhség vagy szomjúság –, amit csak a gondozó, leginkább az anya csökkenthet. Egy klasszikus kondicionálási folyamatban az újszülöttek megtanulják az anyjukhoz kötni a csillapított késztetéssel járó elégedettséget, ezáltal képesek egy kulcsfontosságú kapcsolati kötődésre. Viszont ezt az elméletet megkérdőjelezi Harlow munkája, különösen a rhesusmajmok anyától való elválasztása, amelyek azt mutatták, hogy a szőrös pótanya nagyobb motivációs értékkel rendelkezik, mint a drót a tejjel. Ivott a tejből, majd visszacsimpaszkodott a szőrre.

## Szociálpszichológia
A szociálpszichológiában Robert Zajonc használta a drive-elméletet 1965-ben, hogy megmagyarázza a társas facilitáció jelenségét. A közönség hatásáról azt írja, hogy egyes esetekben passzív közönség jelenléte megkönnyíti a feladat jobb teljesítését, míg más esetekben gátolja azt. Zajonc drive-elmélete arra utal, hogy a közönség szerepének változó hatása a teljesítményre abban kódolódik, hogy helyes domináns válasz van-e a kérdésre (azaz a feladat könnyűnek tűnik-e a személy számára, esetleg jól begyakorolt, ösztönös válasszal rendelkezik), vagy helytelen (így nehéznek értékeli a személy, újonnan tanultakat kell visszaadnia).
Passzív közönség jelenlétében a személy felfokozott izgalmi állapotban van. A megemelkedett arousal vagy stressz a személy domináns válaszát erősíti – az egyéni domináns válasz a legvalószínűbb válasz, amelyet a rendelkezésre álló képességek határoznak meg. Ha a domináns válasz helyes, akkor a közönség jelenléte fokozza a teljesítményt a feladatban, ha viszont helytelen, akkor csökkenti.

### Megerősítő bizonyíték
Ilyen viselkedést először Triplett figyelt meg (1898), miközben olyan kerékpározókat figyelt meg, akik egymás ellen versenyeztek és olyanokat, akik egyedül, időre. Azt találta, hogy a többi kerékpáros puszta jelenléte jobb teljesítményt generált. Hasonló hatást figyelt meg Chen (1937) hangyák építkező kolóniáinál. Azonban amíg Zajonc 1960-ban fel nem ismerte ezt a viselkedést, nem volt empirikus magyarázat a közönségi hatásról.
Zajonc drive-elmélete alapja egy kísérlet, amelyben csótányoknál vizsgálta a szociális facilitáló hatást. Zajonc kidolgozott egy tanulmányt, melyben magányos csótányokat engedett egy csőbe, amelynek a végén fényt láttak. Más csótányok (mint nézők) jelenlétében a csótányok lényegesen gyorsabban érték el a fényt, mint a kontroll, nem "nézett" csótányok. Azonban mikor a csótányok ugyanezen körülmények között egy labirintusba kerültek, teljesítményük rosszabb volt, ha nézték őket más csótányok, ami bizonyítja, hogy a helytelen domináns válaszok esetén a közönség jelenléte rontja a teljesítményt.

### Aggodalom az értékelésről
Cottrell Aggodalom az értékelésről modellje később finomította az elméletet, hogy az még egy változót tartalmazzon a társas facilitáció mechanizmusában. Azt vetette fel, hogy a domináns válasz helyessége csak akkor játszik szerepet a társas facilitációban, ha van elvárás a szociális jutalomról vagy büntetésről a teljesítményhez köthetően. Tanulmánya tervezésében úgy különbözik Zajonctól, hogy bevezetett egy külön kondíciót, amelyben a résztvevők olyan feladatot kaptak, amit bekötött szemű közönség előtt kellett teljesíteniük, így azok nem tudták a résztvevőt értékelni. Megállapította, hogy nem jelent meg a társas facilitáló hatás, tehát a teljesítmény értékére való számításnak szerepet kell kapnia a társas facilitációban. Az aggodalom az értékelésről azonban csak az emberi facilitációra érvényes, nem figyelték meg az állatoknál.

## Elsődleges drive-ok
Elsődleges motívumok: szövetek sérülése, ételmegvonás, hőmérséklet optimálistól való eltérése, szexuális viselkedést kiváltó hormonok aktivitása stb.
A drive-ok nem specifikusak, hanem a szervezet általános energetizálása a cél, de mindamellett nem vezérlik a szükségletek kielégítésére irányított viselkedést. Tehát a drive önmagában nem irányít, hanem azt kiegészíti a szervezet tanulási folyamata. Ebből következik, hogy minden olyan viselkedés, amely során a drive csökken, szokássá válhat.
A drive és a szokás kölcsönhatása hozza létre a motivációt(indítékot), de azt is magába foglalja, hogy minél erősebb a drive és/vagy a szokás, annál nagyobb a motiváció megjelenésének a valószínűsége.
Ha nincs drive és/vagy tapasztalat, akkor nem jelenik meg a cselekvésre indító motiváció.
Hull úgy fejlesztette tovább ezt az elméletet, hogy a motiváció a drive-ok, az incentivek és a szokások kölcsönhatásának eredménye. (Az incentivek helyettesíthetik a drive-ot. Például: egy jóllakott ember eszik a számára vonzó desszertből.)
Elsődleges drive-ok mérése: a viselkedésre tett hatásának kimutatására egy klasszikus kísérlet:
Egy dobozt 3 részre osztanak, az első részbe („start”) teszik a kísérleti állatot, a másodikba egy fémrácsot, amelybe elektromos áramot vezetnek, a harmadikba pedig például ételt. Megfigyelték, hogy minél éhesebb az állat, annál inkább el akarja érni az ételt.

## Másodlagos drive-ok
Elsődleges drive-val asszociálódva maguk is motivációs erőre tesznek szert.
Például: a félelem, amely egy veszélyt jelző inger hatására alakul ki, amely érzelmi választ vált ki a személyben, kényelmetlen állapotot, feszültséget indukál. Ezt a kellemetlen feszültséget különböző viselkedéses aktivitással megszünteti vagy csökkenti az érzelmi állapot. A kellemetlen állapot megszűnése a viselkedés megerősítéséhez vezet, a félelem egy drive-vá válik.

## Homeosztatikus drive-ok
Akkor beszélhetünk homeosztatikus hajtóerőkről, ha olyan belső késztetés jelentkezik, ami a viselkedésben megnyilvánul, és valamely belső hiányállapotok, fiziológiás szükségletek kielégítésére törekszik. A folyadéktérfogat vagy vértérfogat csökkenésekor szomjúság lép fel. Amennyiben a folyadékvesztéssel az ionháztartásban is hiány alakul ki, sóéhségről beszélhetünk. Táplálék hiány vagy megvonás következtében éhség alakul ki. Amikor csökken a test optimális hőmérséklete, a termoregulációs hajtóerő váltja ki a visszaállításért felelős cselekvéseket (például felveszünk még egy réteg ruhát). Ha a vér kémhatása tartósan savasodik, légszomj alakul ki. Amennyiben ez valamilyen cselekvést, például a fizikai munka megszakítását és pihenést vált ki, homeosztatikus hajtóerőről beszélhetünk.

## Fordítás
Ez a szócikk részben vagy egészben  a   Drive theory című angol Wikipédia-szócikk ezen változatának fordításán alapul.  Az eredeti cikk szerkesztőit annak laptörténete sorolja fel. Ez a jelzés csupán a megfogalmazás eredetét és a szerzői jogokat jelzi, nem szolgál a cikkben szereplő információk forrásmegjelöléseként.